# Megasternum concinnum
Megasternum concinnum é uma espécie de insetos coleópteros polífagos pertencente à família Hydrophilidae.
A autoridade científica da espécie é Marsham, tendo sido descrita no ano de 1802.
Trata-se de uma espécie presente no território português.